# Villanueva de Duero
Villanueva de Duero – gmina w Hiszpanii, w prowincji Valladolid, w Kastylii i León, o powierzchni 37,28 km². W 2011 roku gmina liczyła 1200 mieszkańców.